# Koi to Uso
Koi to Uso (Nhật: 恋と嘘 n.đ. 'Tình yêu và Dối lừa'), là một bộ manga Nhật Bản sáng tác bởi Musawo (còn được biết đến với tên Tsumugi Musawo (紬木 ムサヲ Tsumugi Musawo)). Câu chuyện xoay quanh một cậu thanh niên đã yêu thầm một cô gái từ nhỏ, tuy nhiên một cô gái khác đã được chính phủ chỉ định để trở thành người vợ tương lai của cậu. Bộ truyện được công bố bởi Kodansha với bản phát hành trên mạng từ ứng dụng Manga Box của DeNA trên đa ngôn ngữ. Một sê-ri anime truyền hình được phát sóng từ tháng 7 đến tháng 9 năm 2017. Ngoài ra một bộ phim live-action cũng sẽ ra mắt vào tháng 10 năm 2017.

## Giới thiệu
Những lời nói dối bị cấm đoán và tình yêu cũng vậy. Trong tương lai gần, khi những người trẻ tuổi ở Nhật Bản đến mười sáu tuổi, họ sẽ được giao một đối tác hôn nhân của chính phủ và tất cả mọi người chấp nhận rằng nước này sẽ tìm một đối tác phù hợp để làm cho họ hạnh phúc. Nejima Yukari là một học sinh 15 tuổi, cả trong học tập lẫn trong thể thao cậu chỉ ở dưới mức trung bình. Tuy nhiên bản thân cậu ấy lại che giấu một trái tim cháy bỏng với niềm đam mê. Trong thế giới này, nơi tình yêu bị cấm, những gì sẽ xảy ra với cậu khi cậu đã trót yêu?

## Nhân vật
Nejima Yukari (根島 由佳吏)
Lồng tiếng bởi: Ōsaka Ryōta
Yukari đã thích cô bạn học cùng lớp Takasaki Misaki từ năm lớp năm, trước ngày sinh nhật lần thứ 16 của mình, cậu đã thú nhận tình cảm của mình với Misaki, nhưng lại giữ mối quan hệ bình thường. Cậu thích học hỏi về núi Kofun.
Takasaki Misaki (高崎 美咲)
Lồng tiếng bởi: Hanazawa Kana
Mối tình đầu của Yukari và cô cũng thích cậu ấy.
Sanada Ririna (真田 莉々奈)
Lồng tiếng bởi: Makino Yui
Hôn thê được sắp xếp của Yukari, cô đang theo học tại một trường nữ sinh. Cô biết được tình cảm của Yukari đối với Misaki và đồng ý giúp cậu ta.
Nisaka Yūsuke (仁坂 悠介)
Lồng tiếng bởi: Tachibana Shinnosuke
Người bạn thân nhất của Yukari và yêu đơn phương cậu ta. Cậu là người đầu tiên nhận ra mối quan hệ giữa Yukari và các cô gái. Không ai biết nhiều về cậu ta.
Yajima Hajime (矢嶋 基)
Lồng tiếng bởi: Taniyama Kishō
Ichijō Kagetsu (一条 花月)
Lồng tiếng bởi: Kurosawa Tomoyo
Igarashi Shū (五十嵐 柊)
Lồng tiếng bởi: Kitamura Eri
Bạn thân của Misaki ở trường sơ trung. Dường như cô biết lý do đằng sau sự thay đổi hôn thê đột ngột của Yukari.

## Đa phương tiện

### Manga
Tính đến tháng 6 năm 2017, 6 tập đã được phát hành bởi Kodansha. Phiên bản tiếng Pháp, được cấp phép bởi Pika Shonen, lần đầu tiên được phát hành vào 2 tháng 11 năm 2016 và tập năm được phát hành vào 28 tháng 6 năm 2017. Phiên bản tiếng Anh được cấp phép bởi Kodansha Comics USA với tập đầu tiên được phát hành vào 22 tháng 8 năm 2017. Một cuốn sách fan hâm mộ chính thức đã được phát hành vào 7 tháng 7 năm 2017 tại Nhật Bản.

#### Tập
| - 1. First Love (初恋 Hatsukoi) - 2. A Little Lie (小さな嘘 Chīsana Uso) - 3. Talk About Love (恋の話 Koi no Hanashi) - 4. The Kiss of a Lie (嘘の口づけ Uso no Kuchizuke) - 4.5. A Friend's Love (友達の恋 Tomodachi no Koi) |

| - 5. Tomodachi e no Uso (友達への嘘 Tomodachi e no Uso) - 6. Koi no Kagaku (恋の科学 Koi no Kagaku) - 7. Uso no Karē (嘘のカレー Uso no Karē) - 8. Inochigake no Koi (命がけの恋 Inochigake no Koi) - 9. Kokoro ni Uso wa Tsukenai (心に嘘はつけない Kokoro ni Uso wa Tsukenai) |

| - 10. Koi no Hamon (恋の波紋 Koi no Hamon) - 10.5. Jibun e no Uso (自分への嘘 Jibun e no Uso) - 11. Koi no Atsumaru Basho (恋の集まる場所 Koi no Atsumaru Basho) - 12. Uso no Senbetsu (嘘の選別 Uso no Senbetsu) - 13. Koi o Shiiru Ori (恋を強いる檻 Koi o Shiiru Ori) - 14. Mugon no Uso" (無言の嘘 Mugon no Uso") - Extra edition. Takara Mono (たからもの Takara Mono) |

| - 15. Chotto dake Mukashi no Koi no Hanashi (ちょっとだけ昔の恋の話 Chotto dake Mukashi no Koi no Hanashi) - Extra edition. Takasaki Misaki 14-sai (高崎美咲14歳 Takasaki Misaki 14-sai) - 16. Uso no Nai Omoi (嘘のない想い Uso no Nai Omoi) - 17. Koi no Tetsugaku (恋の哲学 Koi no Tetsugaku) - 18. Uso Mitaina Kirameki de (嘘みたいな煌めきで Uso Mitaina Kirameki de) |

| - 19. Subete o Sasageru Koi (すべてを捧げる恋 Subete o Sasageru Koi) - 20. Usodemoīkara (嘘でもいいから Usodemoīkara) - 21. Koi no Mokugeki-sha (恋の目撃者 Koi no Mokugeki-sha) - 22. Uso no Kyori-kan (嘘の距離感 Uso no Kyori-kan) |

| - 23. Koi shita Aite wa (恋した相手は Koi shita Aite wa) - 24. Shinjitsu ni Tsunagaru Uso (真実に繋がる嘘 Shinjitsu ni Tsunagaru Uso) - 25. Koi no Kusari (恋の鎖 Koi no Kusari) - 26. Uso no Nai Omoi o (嘘のない想いを Uso no Nai Omoi o) |

### Anime
Một bộ anime được quảng cáo bởi Liden Films và chỉ đạo bởi Takuno Seiki phát sóng từ 4 tháng 7 đến 19 tháng 9 năm 2017. Ban nhạc rock 4 người Frederic biểu diễn bài mở đầu có tên là "Kanashii Ureshii" (かなしいうれしい, "Sad and Happy") khi nhóm 3 người Roy biểu diễn bài kết thúc có tên "Can't You Say". Sentai Filmworks đã cấp phép cho loạt phim này và phát trực tuyến loạt phim trên Anime Strike và trên HIDIVE ở Hoa Kỳ.

#### Danh sách tập
| Stt. | Tiêu đề                                                                                | Ngày phát sóng chính thức |
| ---- | -------------------------------------------------------------------------------------- | ------------------------- |
| 1    | "Mối tình đầu" "Hatsukoi" (初恋)                                                       | 4 tháng 7 năm 2017        |
| 2    | "Lời nói dối nhỏ" "Chīsana Uso" (小さな嘘)                                             | 11 tháng 7 năm 2017       |
| 3    | "Tình yêu bị lờ đi" "Miotosareta Koi" (見落とされた恋)                                 | 18 tháng 7 năm 2017       |
| 4    | "Kiến thức tình yêu" "Koi no Kagaku" (恋の科学)                                        | 25 tháng 7 năm 2017       |
| 5    | "Tình yêu rủi ro" "Inochigake no Koi" (命がけの恋)                                     | 1 tháng 8 năm 2017        |
| 6    | "Ngục tù của tình yêu ép buộc" "Koi o Shiiru Ori" (恋を強いる檻)                       | 8 tháng 8 năm 2017        |
| 7    | "Một lời nói dối thầm lặng" "Mugon no Uso" (無言の嘘)                                  | 15 tháng 8 năm 2017       |
| 8    | "Cảm giác chân thật" "Uso no Nai Omoi" (嘘のない想い)                                  | 22 tháng 8 năm 2017       |
| 9    | "Quá chói lóa lại thấy không chân thực" "Uso Mitaina Kirameki de" (嘘みたいな煌めきで) | 29 tháng 8 năm 2017       |
| 10   | "Một tình yêu trao đi tất cả" "Subete o Sasageru Koi" (すべてを捧げる恋)               | 5 tháng 9 năm 2017        |
| 11   | "Tôi không quan tâm nếu đó là một lời nói dối" "Usodemoīkara" (嘘でもいいから)         | 12 tháng 9 năm 2017       |
| 12   | "Tình yêu và sự lừa dối" "Koi to Uso" (恋と嘘)                                         | 19 tháng 9 năm 2017       |

### Live-action film
Một bộ live action chuyển thể được lên kế hoạch vào tháng 10 năm 2017, nhưng thay vì một mối tình tay ba giữa một thanh niên và hai cô gái là một cô gái và hai cậu con trai. Morikawa Aoi trong vai Aoi Nisaka, nhân vật chính dẫn; Kitamura Takumi trong vai Shiba Yūto, bạn thuở nhỏ của Aoi; và Satō Kanta trong vai Takachino Sōsuke, hôn thê của Aoi. Bộ phim được Furusawa Takeshi đạo diễn và kịch bản được thực hiện bở Yoshidai Erika.

## Tiếp nhận
Oricon đã xếp hạng top manga hàng tuần như sau: Tập 2 đứng thứ 16. Tập 3 đứng thứ 6. Tập 4 đứng thứ 5 và tập 5 đứng thứ 15. Một tháng sau khi ra mắt manga vào tháng 8 năm 2014, Manga Box đã báo cáo Love and Lies là tác phẩm phổ biến nhất của họ với 3,5 triệu lượt xem.